# Micrathena bananal
Micrathena bananal är en spindelart som beskrevs av Levi 1985. Micrathena bananal ingår i släktet Micrathena och familjen hjulspindlar. Inga underarter finns listade i Catalogue of Life.